# Naucleopsis humilis
Naucleopsis humilis är en mullbärsväxtart som beskrevs av C.C. Berg. Naucleopsis humilis ingår i släktet Naucleopsis och familjen mullbärsväxter. Inga underarter finns listade i Catalogue of Life.